# Chanodichthys erythropterus
Chanodichthys erythropterus е вид лъчеперка от семейство Шаранови (Cyprinidae). Видът не е застрашен от изчезване.

## Разпространение и местообитание
Разпространен е във Виетнам, Китай, Монголия, Провинции в КНР, Русия, Северна Корея, Тайван и Южна Корея.
Обитава сладководни басейни и реки. Среща се на дълбочина от 3 до 20 m.

## Описание
На дължина достигат до 1 m, а теглото им е максимум 9000 g.